# Ilex brasiliensis
Ilex brasiliensis är en järneksväxtart som först beskrevs av Spreng., och fick sitt nu gällande namn av Ludwig Eduard Loesener. Ilex brasiliensis ingår i släktet järnekar, och familjen järneksväxter. Inga underarter finns listade i Catalogue of Life.